# Hovit
Hovit (in armeno Հովիտ?) è un comune di 528 abitanti (2001) della provincia di Shirak in Armenia.